# Кодзіма Ікен
Кодзіма Ікен (яп. 児島惟謙 Кодзіма Ікен, іноді Кодзіма Кореката) — японський політик, юрист, голова Верховного суду у 1891-1892 роках.

## Біографія
Народився 7 березня 1837 року в сім'ї самурая. Службу в Міністерстві юстиції Японії почав проходити в 1871 році. Через двадцять років був призначений головою Верховного суду, однак у 1892 році був змушений піти у відставку через скандал. Після цього був членом Палати перів і Палати представників.
Помер 1 липня 1908 року у віці 71 року.

## Інцидент в Оцу
На час його роботи головою Верховного суду припав розгляд замаху на життя цесаревича Миколи Олександровича, вчиненого поліцейським Цудо Сандзо. Японський уряд наполягав на винесенні смертного вироку, хоча дійсне законодавство таке покарання для нападника не передбачало.
Хоча безпосередньо у розгляді справи Кодзіма участі не брав, він, однак, в особистих бесідах переконував суддів не піддаватися тиску з боку уряду. На думку японознавця Дональда Кіна, «найбільш важливим результатом» інцидента в Оцу, завдяки мужності Кодзіми, стало «зміцнення японської судової системи».